# Miroslav Pribanić
Miroslav Pribanić (* 22. Juni 1946 in Bjelovar, SFR Jugoslawien) ist ein ehemaliger jugoslawischer Handballspieler. 

## Karriere

### Verein
Miroslav Pribanić bestritt über 500 Spiele für den RK Partizan Bjelovar. Der 1,86 m große Rechtsaußen gewann mit seinem Heimatverein 1967, 1968, 1970, 1971, 1972 und 1977 die jugoslawische Bundesliga sowie 1968 und 1976 den jugoslawischen Pokal. Im Europapokal der Landesmeister 1971/72 besiegte das Team den deutschen Vertreter VfL Gummersbach im Endspiel mit 19:14. Im Europapokal der Landesmeister 1972/73 unterlag man im Endspiel dem sowjetischen Verein MAI Moskau mit 23:26.

### Nationalmannschaft
Mit der jugoslawischen Nationalmannschaft belegte Pribanić bei der Weltmeisterschaft 1967 den siebten Platz. Bei der Weltmeisterschaft 1970 gewann er mit Jugoslawien die Bronzemedaille. Bei den Olympischen Spielen 1972 in München warf er zwölf Tore in sechs Partien und wurde Olympiasieger. Bei den Mittelmeerspielen 1975 gewann er mit der Auswahl die Goldmedaille. Er bestritt 128 Länderspiele, in denen er 273 Tore erzielte.